# 朱鴻琦
朱鴻琦是台灣的漫畫家。中國文化大學大眾傳播系畢業。

## 作品一覽

### 四格漫畫
- 大頭家（1999年於銀河老貓漫畫日報網路連載）

### 長篇漫畫
- 夢行者（1992年於龍少年月刊連載）
- 秀逗愛神邱比特（1993年於寶島少年週刊連載）
- 夢行者之少年紀事（1995年於第一青年月刊連載）
- 根號179（動感雙週刊連載）
- 神鬼行動（1998年於WAO月刊連載）大然

### 單行本
- 夢行者（全1集）東立，1993年
- 秀逗愛神邱比特（全3集）東立，1995年
- 根號179（全2集）東立，1997年
- 夢行者之少年紀事（全2集）東立，1997年
- 神鬼行動（全1集）大然，1998年
- 認識台灣歷史（全10集），新自然主義
- 子路說書-孔子的故事（全1集）2005武漢華中師範
- 離開我的妳幸福嗎？（全1集）方智
- 『命中注定我愛妳』漫畫共三集2006年三立電視台
- 108自在語第1.2集漫畫
- 「台北金融物語──內線國度」漫畫共3集